# 卡斯蒂略冰原島峰

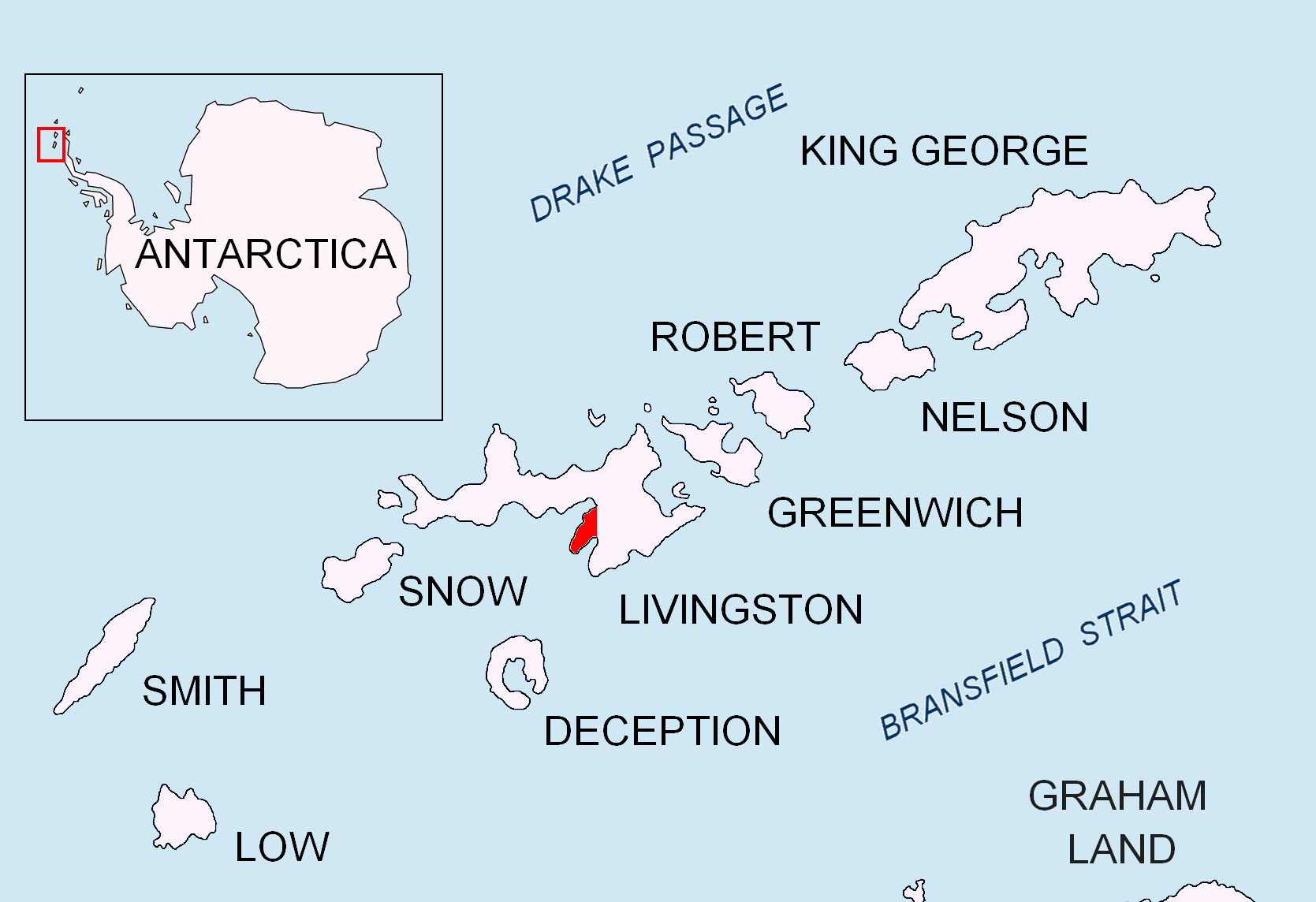

卡斯蒂略冰原島峰（英語：Castillo Nunatak）是南極洲的冰原島峰，位於南設得蘭群島中利文斯頓島的赫德半島，海拔高度437米，處於內皮爾峰東北面2.5公里和查魯雅嶺以東2.9公里。

## 外部連結
- SCAR Composite Gazetteer of Antarctica（页面存档备份，存于）.

62°39′16.7″S 60°17′34″W / 62.654639°S 60.29278°W